# Человек из железа
«Челове́к из желе́за» (пол. Człowiek z żelaza) — польский художественный фильм режиссёра Анджея Вайды, лауреат главного приза «Золотая пальмовая ветвь» Каннского кинофестиваля 1981 года. Фильм снят в жанре социальной и политической драмы и является продолжением картины 1977 года «Человек из мрамора».

## Сюжет
Действие фильма происходит в 1980 году в коммунистической Польше, охваченной забастовочным движением. Радиожурналист Винкель (Мариан Опаня) получает задание сделать компрометирующий репортаж о рабочем гданьской судоверфи, лидере забастовочного комитета Мацее Томчике (Ежи Радзивилович). Отец Мацея был убит во время рабочих выступлений в декабре 1970 года. В процессе подготовки репортажа Винкель встречается с людьми, хорошо знающими Томчика, в том числе с его женой Агнешкой (Кристина Янда), арестованной властями. Лояльность режиму самого журналиста подвергается испытанию.

## В ролях
| Актёр               | Роль                                |
| ------------------- | ----------------------------------- |
| Ежи Радзивилович    | Мацей Томчик/Матеуш Биркут          |
| Кристина Янда       | Агнешка                             |
| Мариан Опаня        | Винкель                             |
| Ирена Бырска        | Мать Веславы Хулевич                |
| Веслава Космальска  | Веслава Хулевич                     |
| Богуслав Линда      | Дзидек                              |
| Франтишек Тшецяк    | Бадецкий                            |
| Януш Гайос          | Заместитель директора Радиокомитета |
| Анджей Северин      | Капитан Вирский                     |
| Марек Кондрат       | Гженда                              |
| Ежи Треля           | Антоняк                             |
| Кшиштоф Янчар       | «Крыска»                            |
| Кристина Захватович | Ханка Томчик                        |
| Богуслав Собчук     | Редактор ТВ                         |

## Интересные факты
- В фильме были использованы документальные кадры забастовок на гданьской судоверфи в 1980 году.
- В эпизодах в роли самих себя снялись основатели движения «Солидарность» — Лех Валенса и Анна Валентынович.
- Фильм был закончен за несколько часов до его премьеры на Каннском кинофестивале 1981 года.

## Награды и номинации
- 1981 — приз «Золотая пальмовая ветвь» и приз экуменического жюри Каннского кинофестиваля.
- 1981 — участие в конкурсной программе Чикагского кинофестиваля.
- 1981 — специальная премия Нью-Йоркского общества кинокритиков, а также номинация в категории «Лучший фильм на иностранном языке»
- 1982 — номинация на премию «Оскар» за лучший фильм на иностранном языке.
- 1982 — номинация на премию «Сезар» за лучший иностранный фильм.
- 1982 — две премии Лондонского кружка кинокритиков за лучший фильм на иностранном языке и за лучшую режиссуру.

1. ↑  Česko-Slovenská filmová databáze (чеш.) — 2001.